# Persone di nome Jim
| Questa pagina contiene informazioni ricavate automaticamente dalle voci biografiche con l'ausilio del template Bio e di un bot. L'aggiornamento è periodico e automatico e ricostruisce completamente la pagina. Se manca una persona in questa lista, sei pregato di non aggiungerla, ma accertati piuttosto che la sua voce biografica contenga il template Bio e che i dati anagrafici siano correttamente compilati. Se il template Bio manca, inseriscilo tu stesso o, in alternativa, metti l'avviso {{tmp\|Bio}} che ne segnala la mancanza. Se i dati riportati sono sbagliati, correggi direttamente la voce biografica; le modifiche saranno visibili in questa lista entro pochi giorni. Per chiarimenti vedi il progetto antroponimi. La lista contiene solo le 161 persone che sono citate nell'enciclopedia e per le quali è stato implementato correttamente il template Bio. Pagina aggiornata al 22 lug 2025. |

Questa è una lista di persone presenti nell'enciclopedia che hanno il nome Jim, suddivise per attività principale.

## Allenatori di calcio(7)
- Jim Barron, allenatore di calcio e ex calciatore inglese (Tantobie, n. 1943)
- Jim Benedek, allenatore di calcio e calciatore ungherese (Budapest, n. 1941 - † 2009)
- Jim Curtin, allenatore di calcio e ex calciatore statunitense (Oreland, n. 1979)
- Jim Duffy, allenatore di calcio e ex calciatore scozzese (Glasgow, n. 1959)
- Jim Fryatt, allenatore di calcio e calciatore inglese (Southampton, n. 1940 - Las Vegas, † 2020)
- Jim Magilton, allenatore di calcio e ex calciatore nordirlandese (Belfast, n. 1969)
- Jim McAlister, allenatore di calcio e ex calciatore statunitense (Seattle, n. 1957)

## Allenatori di football americano(1)
- Jim Michalczik, allenatore di football americano statunitense (n. 1966)

## Allenatori di hockey su ghiaccio(1)
- Jim Paek, allenatore di hockey su ghiaccio e ex hockeista su ghiaccio sudcoreano (Seul, n. 1967)

## Allenatori di pallacanestro(3)
- Jim McGregor, allenatore di pallacanestro statunitense (Portland, n. 1921 - Bellevue, † 2013)
- Jim Todd, allenatore di pallacanestro statunitense (Billerica, n. 1952)
- Jim Weaver, allenatore di pallacanestro statunitense (Chicago)

## Allenatori di tennis(1)
- Jim Grabb, allenatore di tennis e ex tennista statunitense (Tucson, n. 1964)

## Alpinisti(1)
- Jim Bridwell, alpinista e arrampicatore statunitense (San Antonio, n. 1944 - Palm Desert, † 2018)

## Animatori(1)
- Jim Carmichael, animatore e doppiatore statunitense (California, n. 1909 - Los Angeles, † 1988)

## Artisti(2)
- Jim Dine, artista statunitense (Cincinnati, n. 1935)
- Jim Whiting, artista e inventore britannico (Parigi, n. 1951)

## Astronomi(2)
- Jim Bedient, astronomo statunitense
- Jim Riffle, astronomo statunitense

## Attivisti(1)
- Jim Xhema, attivista albanese (Tupallë, n. 1942)

## Attori(19)
- Jim Abele, attore statunitense (Syracuse, n. 1960)
- Jim Begg, attore e produttore cinematografico statunitense (Battle Creek, n. 1938 - Los Angeles, † 2008)
- Jim Carter, attore britannico (Harrogate, n. 1948)
- Jim Dale, attore, cantante e compositore britannico (Rothwell, n. 1935)
- Jim Davidson, attore statunitense (Lewisburg, n. 1963)
- Jim Haynie, attore statunitense (Falls Church, n. 1940 - Langley, † 2021)
- Jim Hutton, attore statunitense (Binghamton, n. 1934 - Los Angeles, † 1979)
- Jim Kelly, attore e karateka statunitense (Millersburg, n. 1946 - San Diego, † 2013)
- Jim McManus, attore britannico (Bristol, n. 1940 - † 2023)
- Jim Metzler, attore statunitense (Oneonta, n. 1951)
- Jim O'Heir, attore statunitense (Chicago, n. 1962)
- Jim Parrack, attore statunitense (Allen, n. 1981)
- Jim Piddock, attore britannico (Rochester, n. 1956)
- Jim Sarbh, attore indiano (Mumbai, n. 1987)
- Jim Scott, attore scozzese (Lanark, n. 1934)
- Jim True-Frost, attore statunitense (Greenwich, n. 1966)
- Jim Walton, attore statunitense (Tachikawa, n. 1955)
- Jim Watson, attore canadese (North Bay, n. 1989)
- Jim Youngs, attore statunitense (Old Bethpage, n. 1956)

## Bassisti(4)
- Jim Fielder, bassista statunitense (Denton, n. 1947)
- Jim Gilmour, bassista britannico (Carfin, n. 1958)
- Jim Leverton, bassista britannico (Dover, n. 1946)
- Jim Sheppard, bassista statunitense (n. 1961)

## Batteristi(3)
- Jim Black, batterista statunitense (Daly City, n. 1967)
- Jim Catania, batterista statunitense (n. 1954)
- Jim Simpson, batterista britannico (Londra, n. 1954)

## Calciatori(25)
- Jim Allen, calciatore nordirlandese (Limavady, n. 1859 - † 1937)
- Jim Allevinah, calciatore gabonese (Agen, n. 1995)
- Jim Anderson, calciatore nordirlandese (Ballymenoch, n. 1906 - † 1966)
- Jim Cannon, ex calciatore scozzese (Glasgow, n. 1953)
- Jim Cleary, ex calciatore nordirlandese (Enniskillen, n. 1956)
- Jim Coop, calciatore inglese (Horwich, n. 1927 - † 1996)
- Jim van Fessem, ex calciatore olandese (Tilburg, n. 1975)
- Jim Fleming, calciatore scozzese (Fishcross, n. 1942 - † 2020)
- Jim Hermiston, ex calciatore scozzese (Edimburgo, n. 1947)
- Jim Johansen, calciatore norvegese (Harstad, n. 1987)
- Jim Kremer, calciatore lussemburghese (Esch-sur-Alzette, n. 1918 - Lussemburgo, † 2000)
- Jim Larsen, ex calciatore danese (Korsør, n. 1985)
- Jim Leeker, ex calciatore statunitense (Saint Louis, n. 1947)
- Jim Lemon, ex calciatore nordirlandese (Belfast, n. 1949)
- Jim McAlister, ex calciatore scozzese (Rothesay, n. 1985)
- Jim McLean, calciatore e allenatore di calcio scozzese (Larkhall, n. 1937 - Dundee, † 2020)
- Junior Muñoz, ex calciatore filippino (Haarlem, n. 1987)
- Jim Ouka, calciatore francese (n. 1996)
- Jim Steel, ex calciatore scozzese (Dumfries, n. 1959)
- Jim Steele, ex calciatore scozzese (Edimburgo, n. 1950)
- Jim Storrie, calciatore e allenatore di calcio scozzese (Kirkintilloch, n. 1940 - Cumbernauld, † 2014)
- Jim Taylor, calciatore e allenatore di calcio inglese (Hillingdon, n. 1917 - Reading, † 2001)
- Jim Varela, calciatore uruguaiano (Montevideo, n. 1994)
- Jim Whitley, ex calciatore zambiano (Ndola, n. 1975)
- Jim Whyte, ex calciatore scozzese (Kylsith, n. 1944)

## Cantanti(4)
- Jim Diamond, cantante britannico (Glasgow, n. 1951 - Londra, † 2015)
- Jim Gillette, cantante statunitense (Los Angeles, n. 1967)
- Jim Jackson, cantante e chitarrista statunitense (Hernando, n. 1890 - Hernando, † 1937)
- Jim Wearne, cantante e scrittore britannico (Saint Louis, n. 1950)

## Cantautori(3)
- Jim Brickman, cantautore e pianista statunitense (Cleveland, n. 1961)
- Jim Fairchild, cantautore e chitarrista statunitense (Fresno, n. 1973)
- Jim Kale, cantautore e musicista canadese (Winnipeg, n. 1943)

## Cestisti(5)
- Jimmy Alapag, ex cestista e allenatore di pallacanestro statunitense (Los Angeles, n. 1977)
- Jim Bilba, ex cestista e allenatore di pallacanestro francese (Pointe-à-Pitre, n. 1968)
- Jim Creighton, ex cestista statunitense (Billings, n. 1950)
- Jim Flynn, cestista irlandese (Waterford, n. 1921 - Fermoy, † 2006)
- Jim Hayes, cestista statunitense (Ithaca, n. 1948 - † 2009)

## Chitarristi(2)
- Jim Campilongo, chitarrista e compositore statunitense (San Francisco, n. 1958)
- Jim Corr, chitarrista, tastierista e compositore irlandese (Dundalk, n. 1964)

## Combinatisti nordici(1)
- Jim Härtull, ex combinatista nordico finlandese (n. 1990)

## Comici(1)
- Jim Breuer, comico e attore statunitense (Valley Stream, n. 1967)

## Compositori(5)
- Jim Grimm, compositore e musicologo svizzero (Basilea, n. 1928 - Basilea, † 2006)
- Jim Jacobs, compositore, librettista e paroliere statunitense (Chicago, n. 1942)
- Jim Jupp, compositore inglese
- Jim Parker, compositore britannico (Hartlepool, n. 1934 - † 2023)
- Jim Williams, compositore e chitarrista britannico

## Dirigenti d'azienda(1)
- Jim Ryan, dirigente d'azienda britannico (n. 1968)

## Fisici(1)
- Jim Al-Khalili, fisico e divulgatore scientifico britannico (Baghdad, n. 1962)

## Fotografi(3)
- Jim French, fotografo statunitense (Beaver Falls, n. 1932 - Palm Springs, † 2017)
- Jim Goldberg, fotografo statunitense (New Haven, n. 1953)
- Jim Mortram, fotografo inglese (Inghilterra, n. 1971)

## Fumettisti(2)
- Jim Lee, fumettista e editore sudcoreano (Seul, n. 1964)
- Jim Shooter, fumettista e editore statunitense (Pittsburgh, n. 1951 - † 2025)

## Giocatori di football americano(8)
- Jim Brown, giocatore di football americano, attore e filantropo statunitense (St. Simons, n. 1936 - Los Angeles, † 2023)
- Jim Del Gaizo, ex giocatore di football americano statunitense (Revere, n. 1947)
- Jim Duncan, giocatore di football americano statunitense (Lancaster, n. 1946 - Lancaster, † 1972)
- Jim Hudson, giocatore di football americano statunitense (Steubenville, n. 1943 - Austin, † 2013)
- Jim Morrissey, ex giocatore di football americano statunitense (Flint, n. 1962)
- Jim O'Brien, ex giocatore di football americano statunitense (El Paso, n. 1947)
- Jim Schwartz, ex giocatore di football americano e allenatore di football americano statunitense (Halethorpe, n. 1966)
- Jim Stone, ex giocatore di football americano statunitense (Oakland, n. 1958)

## Giocatori di poker(1)
- Jim Doman, giocatore di poker statunitense (n. 1949 - † 1992)

## Giornalisti(1)
- Jim Acosta, giornalista statunitense (Washington, n. 1971)

## Hockeisti su ghiaccio(2)
- Jim Cashman, hockeista su ghiaccio, allenatore di hockey su ghiaccio e dirigente sportivo canadese (Fort Erie, n. 1971)
- Jim Hoffmann, hockeista su ghiaccio canadese (Kitchener, n. 1962 - Kitchener, † 2024)

## Illustratori(1)
- Jim Kay, illustratore britannico (n. 1974)

## Imprenditori(5)
- Jim Crockett, imprenditore e dirigente sportivo statunitense (Charlotte, n. 1944 - Charlotte, † 2021)
- Jim Crockett, imprenditore statunitense (Bristol, n. 1909 - † 1973)
- Jim Marshall, imprenditore britannico (Londra, n. 1923 - Londra, † 2012)
- Jim Ratcliffe, imprenditore britannico (Failsworth, n. 1952)
- Jim Walton, imprenditore statunitense (Newport, n. 1948)

## Medici(1)
- Jim Yong Kim, medico e antropologo statunitense (Seul, n. 1959)

## Musicisti(2)
- Jim O'Rourke, musicista e produttore discografico statunitense (Chicago, n. 1969)
- Jim Samson, musicista, critico musicale e musicologo britannico (n. 1946)

## Nuotatori(1)
- Jim Piper, nuotatore australiano (Campbelltown, n. 1981)

## Pallamanisti(1)
- Jim Gottfridsson, pallamanista svedese (Ystad, n. 1992)

## Piloti motociclistici(1)
- Jim Filice, pilota motociclistico statunitense (San Jose, n. 1962)

## Poeti(2)
- Jim Carroll, poeta, romanziere e musicista statunitense (New York, n. 1949 - New York, † 2009)
- Jim Cohn, poeta statunitense (Highland Park, n. 1953)

## Politici(4)
- Jim Geringer, politico statunitense (Wheatland, n. 1944)
- Jim Jeffords, politico e avvocato statunitense (Rutland, n. 1934 - Washington, † 2014)
- Jim Marurai, politico cookese (Ivirua, n. 1947 - Ivirua, † 2020)
- Jim Messina, politico statunitense (Denver, n. 1969)

## Produttori cinematografici(1)
- Jim Burke, produttore cinematografico statunitense (Edina, n. 1957)

## Produttori discografici(2)
- Jim Abbiss, produttore discografico britannico
- Jim Stewart, produttore discografico statunitense (Middleton, n. 1930 - Memphis, † 2022)

## Registi(9)
- Jim Gillespie, regista scozzese (Glasgow, n. 1960)
- Jim McBride, regista, sceneggiatore e produttore cinematografico statunitense (New York, n. 1941)
- Jim Mickle, regista, sceneggiatore e montatore statunitense (Pottstown, n. 1979)
- Jim Reardon, regista, sceneggiatore e animatore statunitense (n. 1961)
- Jim Sharman, regista e sceneggiatore australiano (Sydney, n. 1945)
- Jim Sheridan, regista, sceneggiatore e produttore cinematografico irlandese (Dublino, n. 1949)
- Jim Van Bebber, regista, sceneggiatore e attore cinematografico statunitense (Greenville, n. 1964)
- Jim Wilson, regista statunitense (Squaw Valley, n. 1954)
- Jim Wynorski, regista, produttore cinematografico e sceneggiatore statunitense (New York, n. 1950)

## Saggisti(1)
- Jim Holt, saggista, filosofo e giornalista statunitense (New York, n. 1954)

## Sassofonisti(1)
- Jim Pepper, sassofonista, compositore e cantante statunitense (Salem, n. 1941 - Portland, † 1992)

## Sceneggiatori(4)
- Jim Cash, sceneggiatore statunitense (Boyne City, n. 1941 - East Lansing, † 2000)
- Jim Fortier, sceneggiatore, produttore televisivo e regista statunitense (n. 1970)
- Jim Reynolds, sceneggiatore e produttore televisivo statunitense
- Jim Uhls, sceneggiatore statunitense

## Scrittori(7)
- Jim Crace, scrittore inglese (St Albans, n. 1946)
- Jim Dwyer, scrittore e giornalista statunitense (New York, n. 1957 - New York, † 2020)
- Jim Grimsley, scrittore statunitense (Grifton, n. 1955)
- Jim Nisbet, scrittore e poeta statunitense (Schenectady, n. 1947 - Sausalito, † 2022)
- Jim Shepard, scrittore statunitense (Bridgeport, n. 1956)
- Jim Stolze, scrittore e imprenditore olandese (Vlaardingen, n. 1973)
- Jim Thompson, scrittore e sceneggiatore statunitense (Anadarko, n. 1906 - Hollywood, † 1977)

## Scultori(1)
- Jim Hart, scultore canadese (Masset, n. 1952)

## Tennisti(4)
- Jim Gurfein, ex tennista statunitense (New York, n. 1961)
- Jim Osborne, ex tennista statunitense (Honolulu, n. 1945)
- Jim Pugh, ex tennista statunitense (Burbank, n. 1964)
- Jim Thomas, ex tennista statunitense (Canton, n. 1974)

## Wrestler(2)
- Jim Duggan, ex wrestler statunitense (Glens Falls, n. 1954)
- Hillbilly Jim, ex wrestler statunitense (Bowling Green, n. 1952)